# Mancomunidad Espadán-Mijares

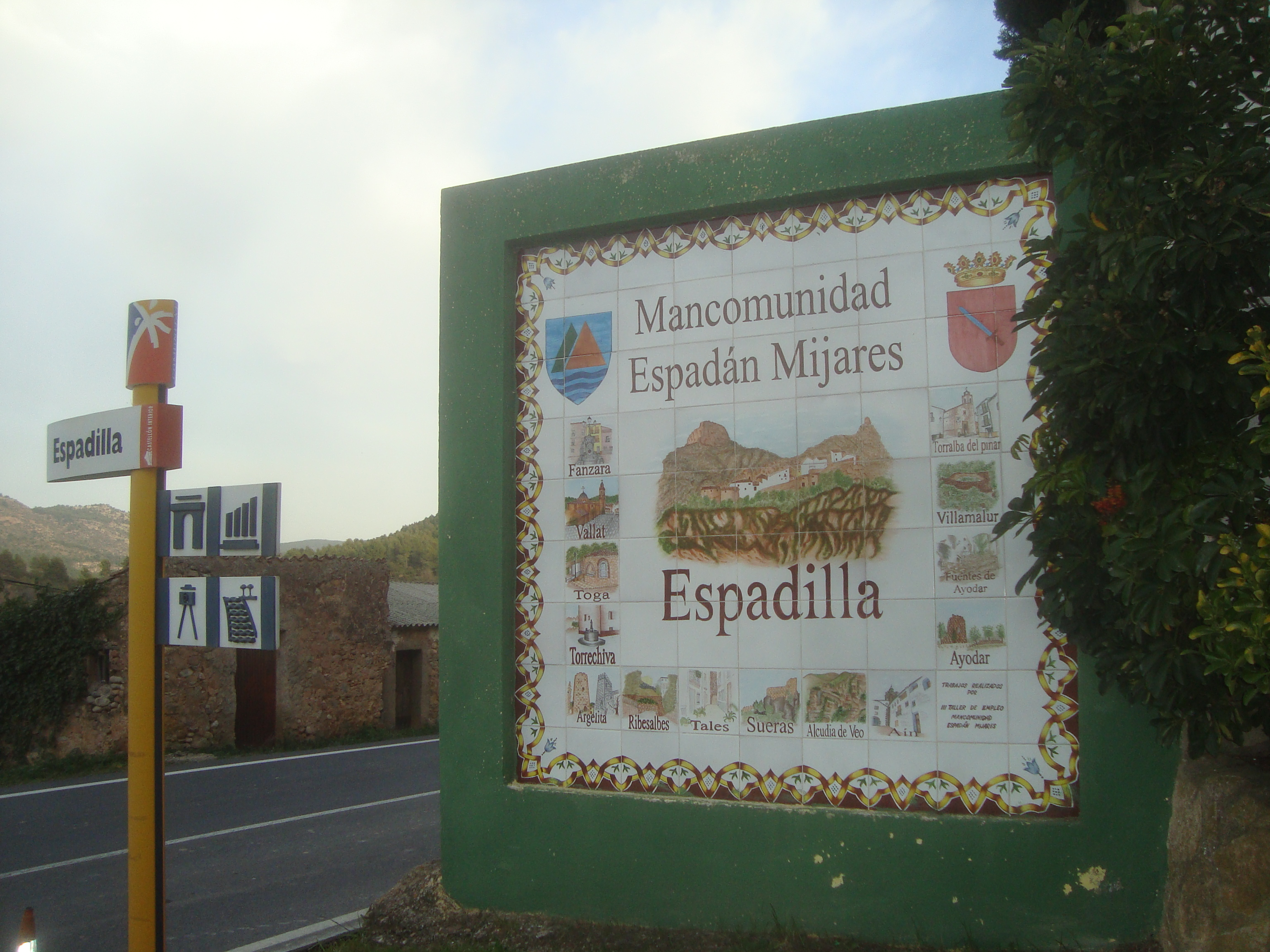
Espadilla, mural cerámico de la Mancomunidad Espadán-Mijares. Mural ceràmic de la Mancomunidat Espadà-Millars.

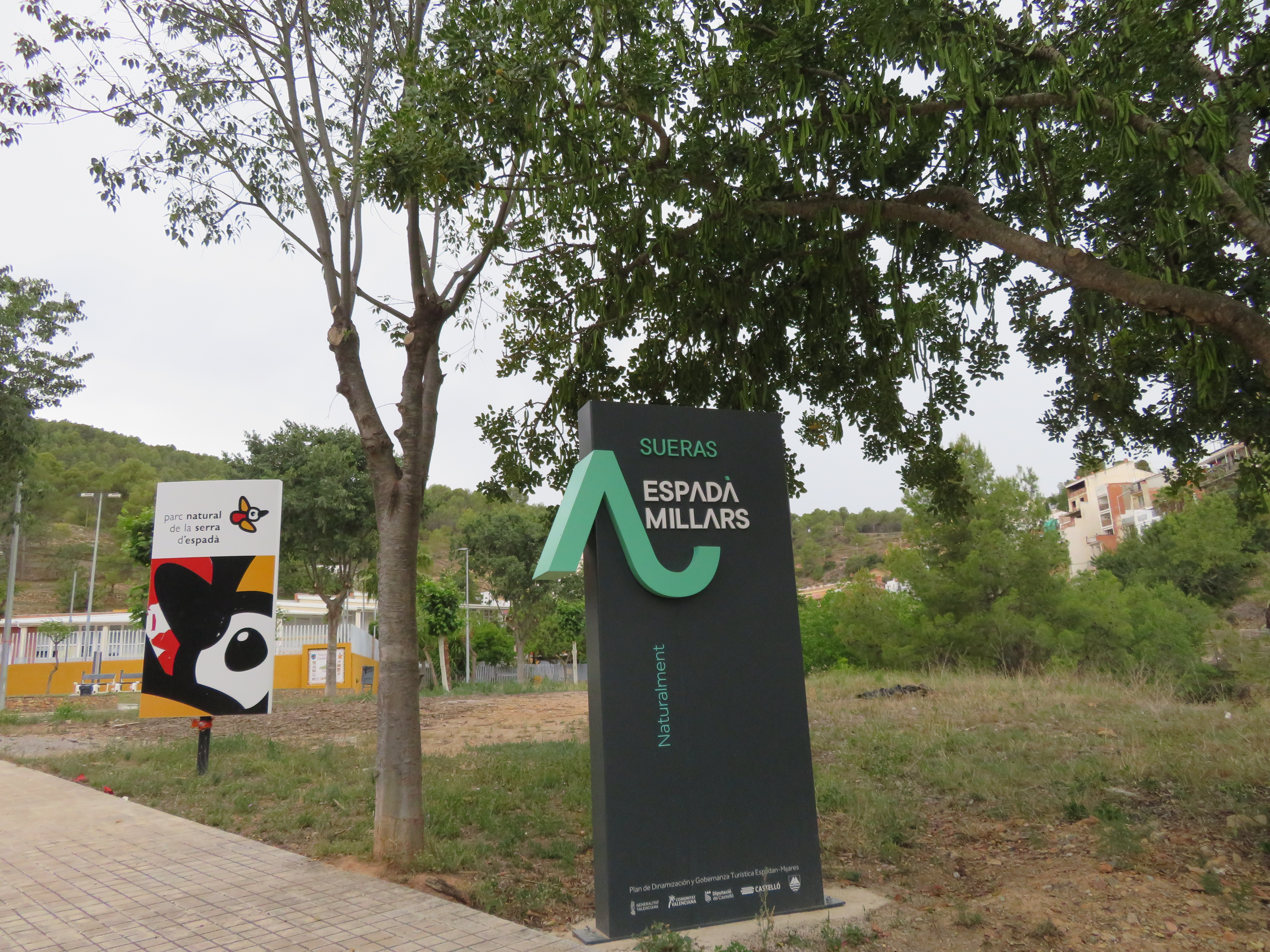
Suera/Sueras, municipio perteneciente a la Mancomunidad Espadán-Mijares (Castellón).

La Mancomunidad Espadán-Mijares (en valenciano y oficialmente Mancomunitat Espadà-Millars) es una mancomunidad de municipios de las comarcas castellonenses de la Plana Baja y el Alto Mijares. La mancomunidad debe su nombre de los elementos geográficos más importantes de su entorno: la Sierra de Espadán y el Río Mijares.
Agrupa a 15 municipios que suman un total de 4.637 (2011) habitantes y que tienen una extensión conjunta de 272,70 km². En el año 2016, la mancomunidad está presidida por José P. Martí García, del PSPV-PSOE y alcalde de Sueras.

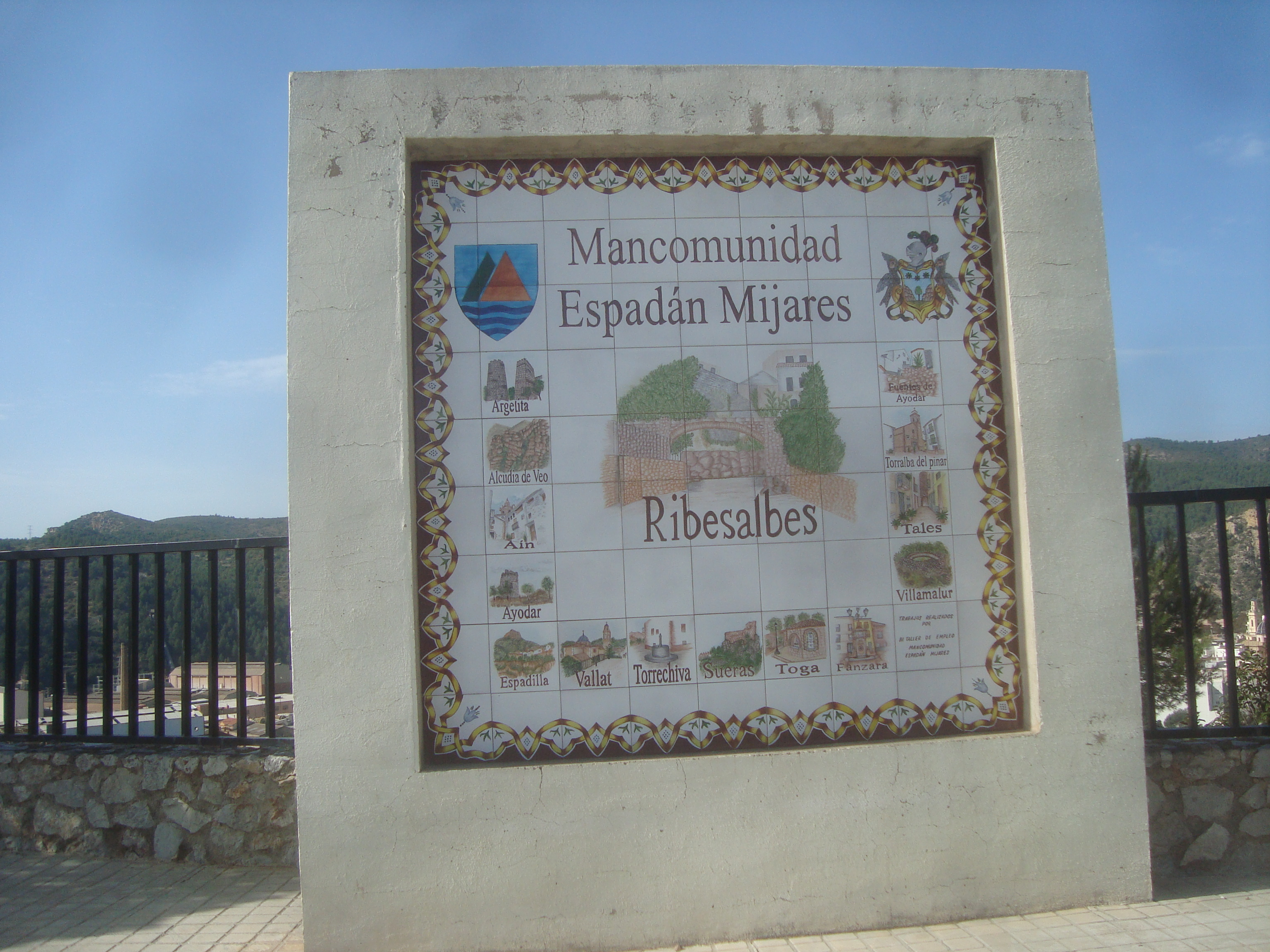
Municipio de Ribesalbes, mural cerámico de la Mancomunidad Espadán-Mijares.

La mancomunidad tiene su sede administrativa y operativa en el municipio de Tales.

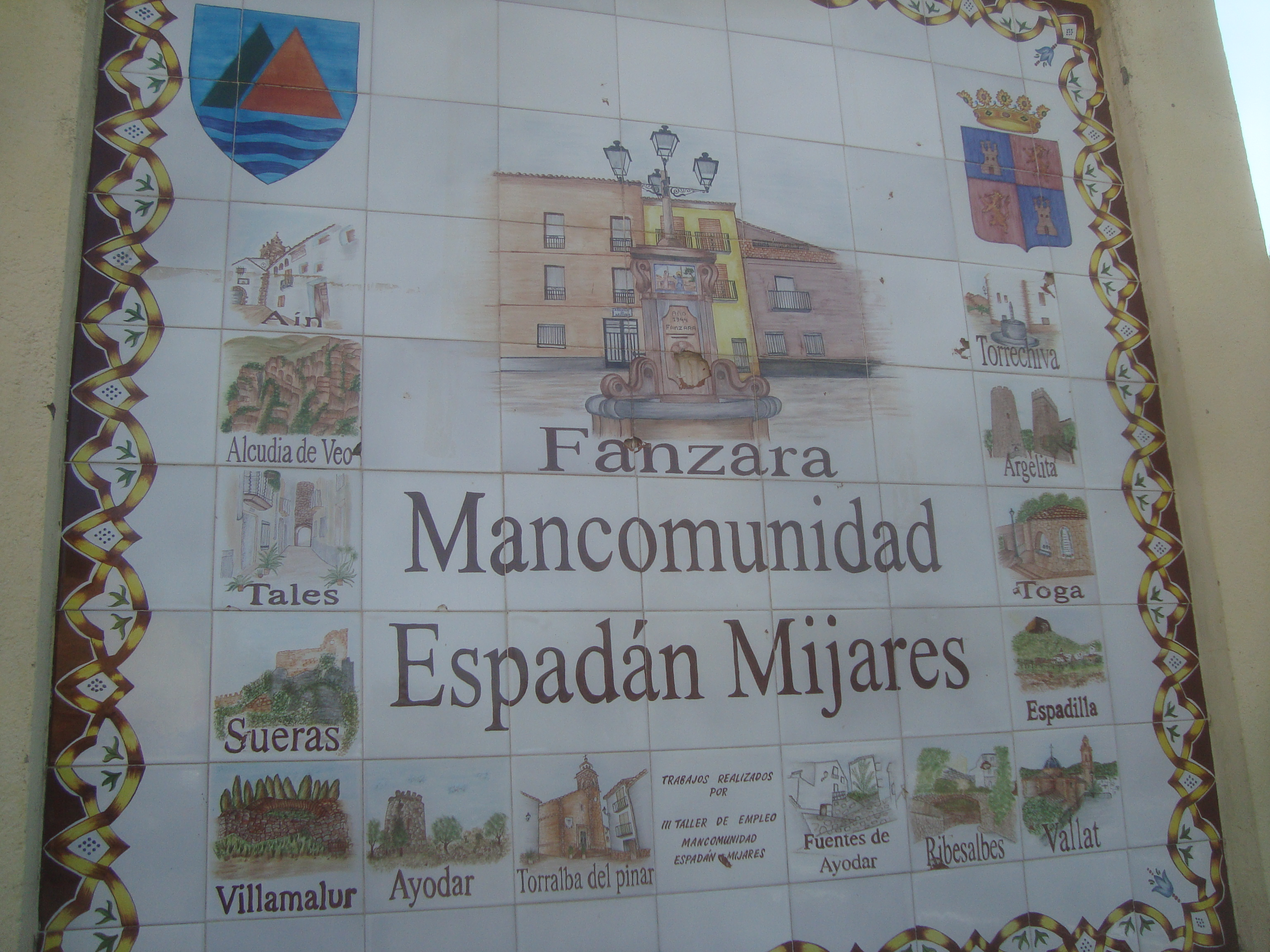
Municipio de Fanzara, mural cerámico de la Mancomunidad Espadán-Mijares (Castellón, España).

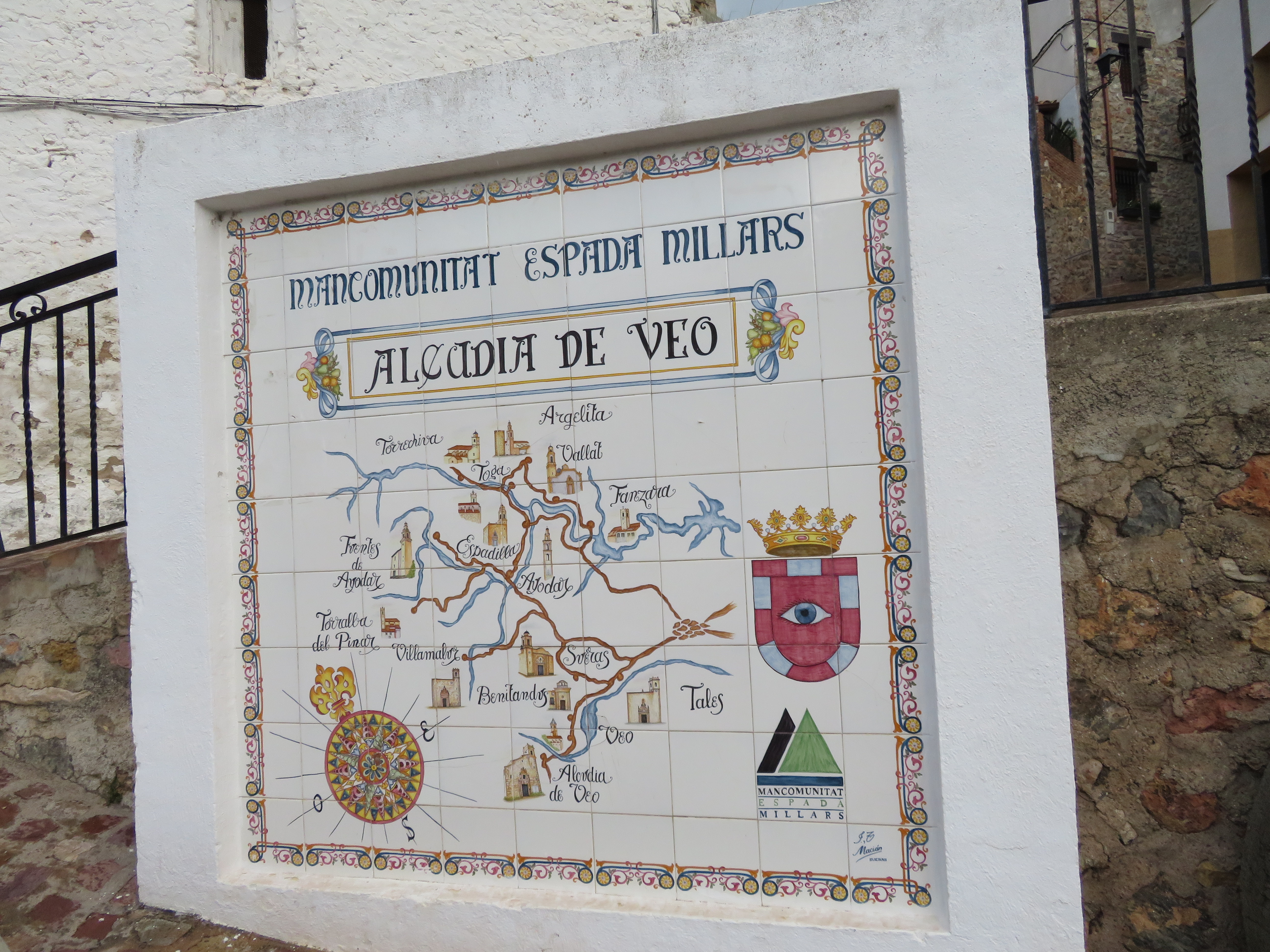
Alcudia de Veo, Mancomunidad Espadán-Mijares.

## Enlaces externos

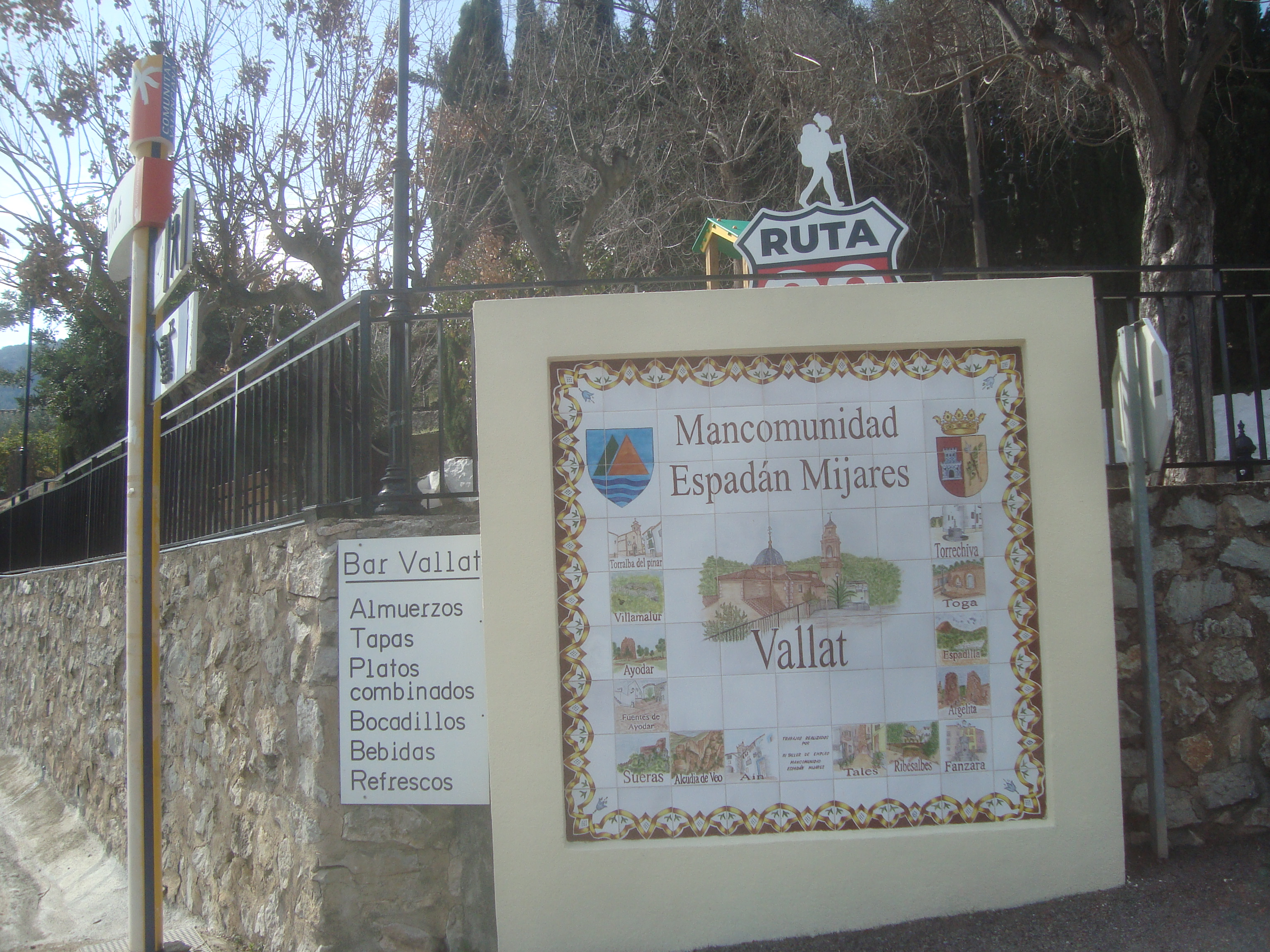
Municipio de Vallat, mural cerámico de la Mancomunidad Espadán-Mijares (Mancomunidat Espadà-Millars).